# 哈瓦那省
哈瓦那省（西班牙語：Provincia de La Habana）是古巴以前的十四个省份之一。最大的城市是阿特米萨，2003年时有75，000人。第二大城市是有70，000人的古印内斯（Güines）。而哈瓦那城是一个被哈瓦那省所包围的独立省份，同时也是哈瓦那省的省会。自2011年1月1日起该省取消行政编制，被重新划分为阿尔特米萨省（Provincia Artemisa）和玛雅贝克省（Provincia Mayabeque）。

## 地理
与哈瓦那省接壤或相邻的有：
- 北部: 哈瓦那城和佛罗里达海峡
- 东部: 马坦萨斯省
- 南部: 巴塔瓦诺湾
- 西部: 比那尔德里奥省